# رایان تونیکلیف
رایان تونیکلیف (انگلیسی: Ryan Tunnicliffe؛ زادهٔ ۳۰ دسامبر ۱۹۹۲) بازیکن فوتبال اهل بریتانیا است.
از باشگاه‌هایی که در آن بازی کرده است می‌توان به باشگاه فوتبال ایپسویچ تاون، باشگاه فوتبال ویگان اتلتیک، باشگاه فوتبال بلکبرن روورز، باشگاه فوتبال فولام، باشگاه فوتبال لوتون تاون، باشگاه فوتبال منچستر یونایتد، باشگاه فوتبال بارنزلی، و باشگاه فوتبال پیتربورو یونایتد اشاره کرد.
وی همچنین در تیم‌های ملی فوتبال زیر ۱۶ سال انگلستان و زیر ۱۷ سال انگلستان بازی کرده است.